# Prays
Prays es un género de lepidópteros de la familia Plutellidae.

## Especies seleccionadas
- Prays acmonias - Meyrick, 1914
- Prays alpha - Moriuti, 1977
- Prays amblystola - Turner, 1923
- Prays autocasis - Meyrick, 1907
- Prays beta - Moriuti, 1977
- Prays caenobitella - Hübner, 1816
- Prays calycias - Meyrick, 1907
- Prays chrysophyllae - Silvestri, 1915
- Prays cingulata - H.L. Yu & H.H. Li, 2004
- Prays citri - Milliére, 1873
- Prays curalis - Meyrick, 1914
- Prays curulis - Meyrick, 1914
- Prays delta - Moriuti, 1977
- Prays ducalis - Meyrick,
- Prays endocarpa - Meyrick, 1919
- Prays endolemma - Diakonoff, 1967
- Prays epsilon - Moriuti, 1977
- Prays erebitis - Meyrick,
- Prays fraxinella - Bjerkander, 1784
- Prays friesei - Klimesch, 1992
- Prays fulvocanella - Walsingham, 1907
- Prays gamma - Moriuti, 1977
- Prays ignota - J.F.G.Clarke, 1986
- Prays inconspicua - H.L. Yu & H.H. Li, 2004
- Prays inscripta - Meyrick, 1907
- Prays iota - Moriuti, 1977
- Prays kappa - Moriuti, 1977
- Prays kalligraphos - J.C. Sohn & C.S. Wu, 2011
- Prays lambda - Moriuti, 1977
- Prays liophaea - Meyrick, 1927
- Prays lobata - H.L. Yu & H.H. Li, 2004
- Prays moschettinella - Costa,
- Prays nephelomima - Meyrick, 1907
- Prays oleae - Bernard, 1788
- Prays oliviella - Boyer, 1837
- Prays omicron - Moriuti, 1977
- Prays parilis - Turner, 1923
- Prays peperitis - Meyrick, 1907
- Prays peregrina - Agassiz, 2007
- Prays ruficeps - Heinemann, 1854
- Prays sparsipunctella - Turati, 1924
- Prays stratella - Zeller, 1877
- Prays sublevatella - Viette, 1957
- Prays temulenta - Meyrick, 1910
- Prays tineiformis - J.C. Sohn & C.S. Wu, 2011
- Prays tyrastis - Meyrick, 1907
- Prays xeroloxa - Meyrick, 1935